# Microtus abbreviatus
Острвска волухарица (Microtus abbreviatus) је сисар из реда глодара и породице хрчкова (лат. Cricetidae).

## Распрострањење
Острво Сент Метју и оближње острво Хол у америчкој држави Аљасци су једино познато природно станиште врсте.

## Станиште
Врста Microtus abbreviatus има станиште на копну.

## Начин живота
Број младунаца које женка доноси на свет је обично 7.

## Угроженост
Ова врста није угрожена, и наведена је као последња брига јер има широко распрострањење.

### Популациони тренд
Популација ове врсте је стабилна, судећи по доступним подацима.